# Gaspar Betancourt Cisneros
Gaspar Betancourt Cisneros (també escrit Gaspar Betancourt y Cisneros; 28 d'abril de 1803 a Puerto Principe, avui Camagüey - morí el 7 de desembre de 1866 a l'Havana) va ser un empresari i autor cubà. Va lluitar per la independència i la modernització econòmica de Cuba. També és conegut pel seu pseudònim "El Lugareño".
Estudià als Estats Units i retornà a Cuba el 1834, col·laborant en alguns diaris en els que publicà notables articles de divulgació científica. A més, fundà, una escola en la hisenda de Najaras, en la que van rebre instrucció gratuita centenars de camperols, i més endavant fundà una colonia en aquesta mateixa hisenda que distribuí en lots gratuïts o a preu molt baix.
Era partidari de que Cuba s'annexionés als Estats Units, i com que va propagar públicament aquesta idea, es va veure obligat a expatriar-se, i els seus béns li van ser confiscats. Fou cap de la Junta cubana de Nova York, preparà l'expedició del general americà Quitman, que no arribà a realitzar-se, i al ser inclòs en la en la amnistía de 1861 tornà a Cuba, recobrant també els seus béns.
La seva obra literària és molt notable, sent sensible que en el seu temps no es fes una edició dels seus treballs, dispersos en periòdics de l'època.